# Гурамі поцілунковий
Гурамі поцілунковий (Helostoma temminkii) — вид тропічних риб підряду лабіринтових з Південно-Східної Азії, який через наявність численних анатомічних та фізіологічних особливостей виділяють у монотипову родину гелостомових (Helostomatidae). Певною мірою гелостомові становлять проміжну ланку між родинами анабасових (Anabantidae) та осфронемових (Osphronemidae).
Назва «поцілунковий гурамі» пов'язана із характерними «поцілунковим» рухами губ, які риби здійснюють при живленні, прояві ритуальної агресії для встановлення ієрархії, а також як елемент шлюбної поведінки. Видова назва надана на честь голландського зоолога Конрада Темінка.

## Поширення
Поцілункові гурамі зустрічаються в річках із повільною течією, канавах рисових полів, штучних ставках, болотах Таїланду, Малайського півострову, а також островів Калімантан, Суматра і Ява. Мешкають у прісних водоймах. Віддають перевагу неглибоким ділянкам з густою водною рослинністю.

## Морфологічні ознаки
Природна форма може досягати завдовжки до 30 см, проте в акваріумах рідко виростають понад 10-15 см.
Риби мають високе, яйцеподібної форми, сильно стиснуте з боків тіло. Голова плавно переходить у тулуб. Рот злегка витягнутий вгору, відносно великий, має товсті м'ясисті губи. Внутрішня поверхня губ вкрита дрібними рухливими зубами. Цими зубами риба зішкрібає водорості з водних рослин та твердих предметів. Передщелепна, нижньощелепна й піднебінна кістки, а також глотка не мають зубів.
На зябрових дугах є специфічні нарости у вигляді гребінців, які утворюють складний фільтрувальний апарат.
Спинний і анальний плавці у поцілункових гурамі довгі, особливо перший, але невисокі. Обидва починаються приблизно від першої третини тіла і тягнуться до основи хвостового плавця. Вони чітко поділяються на твердопроменеву й м'якопроменеву частини, що відразу кидається в очі. Спинний плавець має 16-18 твердих променів і 13-16 м'яких, анальний — 13-15 і 17-19 відповідно. Тверді промені спинного плавця чітко відокремлені один від одного. Черевні плавці короткі, кожен має 1 твердий та 5 м'яких променів. Хвостовий плавець має 13 променів, грудні — по 9-11, всі вони м'які.
Луска ктеноїдна, лише у верхній частині голови циклоїдна. У бічній лінії 43-48 лусок. Бічна лінія складається з двох частин, нижня починається під кінцем верхньої.

## Забарвлення
Забарвлення поцілункових гурамі просте й невиразне. Тіло однотонне, має зеленкувато-сріблястий колір, іноді з жовтуватим відтінком. На боках часто можна побачити численні темні поздовжні риски, які нерідко переходять на плавці. Дві короткі вертикальні темні смуги розташовані на зябрових кришках. Коли риби себе добре почувають, на тілі в них виступає поперечна темна смуга, яка дугою проходить від спинного плавця до анального. Спина в риб оливкового кольору, черево майже біле. Очі коричнево-жовті з великими чорними зіницями. Плавці мають зеленуватий, інколи — жовтуватий відтінки.
Відомі дві кольорові варіації цього виду: сіро-зелена, що мешкає в Таїланді, та золотисто-рожева, яка вперше була виявлена на острові Ява. Виділяють також жовтих особин, вважаючи їх окремою формою.
Золотисто-рожева (ксанторична) форма вельми поширена в акваріумах. Ці риби мають суцільно бліде матово-рожеве забарвлення з перловим лиском на боках. Ксантористи практично позбавлені пігментації, і, якби не чорні зіниці, їх можна було б уважати за альбіносів.
Зустрічається також штучно виведена форма з вкороченим тілом.

## Статеві відмінності
Статевий диморфізм виражений слабко. Самець має випуклий лоб, його тіло більш сплющене з боків, ніж у самок. Довжина тіла у самок може бути більша.
Проте ці ознаки є дуже ненадійними. Лише в нерестову добу черево в самки помітно повнішає, що дуже добре помітно, коли розглядати риб згори. Забарвлення самець під час шлюбного періоду стає більш яскравим, темним, інколи набуває фіолетового відтінку (у форм, які мають сіро-зелене забарвлення). Крім того, самець у цей час змінює свою поведінку, він стає значно активнішим і агресивнішим, постійно переслідує самку.

## Особливості біології
Поцілункові гурамі є лабіринтовими рибами, за допомогою свого лабіринтового органу вони додатково використовують для дихання атмосферне повітря. Це дозволяє їм мешкати в бідних на кисень водоймах. Періодично риби вимушені спливати до поверхні води за черговим ковтком повітря.
Вид уважається рослиноїдним, але не обмежується такою їжею. Майже постійно поцілункові гурамі переціджують воду через свої зябра, і збирають таким чином собі планктонний корм. Ловлять також комах, що опинилися біля поверхні води.
Плідність становить 5-6 тис. ікринок за нерест, а то й більше. Не відміну від більшості лабіринтових риб, поцілункові гурамі гнізд не будують, турбота про потомство у них відсутня. Нерест відбувається в гущавині рослин. Ікринки містять глобулу жиру й спливають на поверхню води або ж прилипають до рослин.
Існує оригінальна особливість поведінки поцілункових гурамі, через яку вид отримав свою народну назву. Час від часу пара риб стає одна навпроти одної, кожна витягує вперед свої товсті губи, й вони пливуть назустріч одна одній і врешті зіштовхуються губами. Зовні це дуже нагадує поцілунки, проте причини такої поведінки точно не з'ясовані.

## Значення для людини
Поцілункові гурамі є об'єктом рибництва. Вид був інтродукований на Шрі-Ланці, Філіппінах, Новій Гвінеї і навіть у Колумбії. Свіжу рибу вживають в їжу після термічної обробки або консервують.
Крім того, поцілункові гурамі є однією з популярних акваріумних риб.

## Утримання в акваріумі
Миролюбна риба, добре співіснує в одному акваріумі разом з іншими великими спокійними рибами, але дрібних сусідів може сприйняти за корм. Іноді буває лякливою. Тримаються поцілункові гурамі переважно в середніх і верхніх шарах води. Люблять густі зарості рослин (рекомендуються валіснерія спіральна, елодея канадська, перистолистник).
Через великі розміри цим рибам потрібні просторі акваріуми об'ємом не менше 100 л. У кімнатному акваріумі тримають, як правило, лише молодь або окрему пару дорослих риб. Дорослі поцілункові гурамі поводять себе територіально, і за нестачі місця можуть спостерігатися сутички за територію. Тому акваріум для групового утримання має бути дуже великим, найкраще підходять для цього публічні оглядові акваріуми.
Температура для утримування в акваріумах може становити 22-26°С, хоча дорослі здорові риби спокійно витримують її падіння до 15°С або підвищення до 30°С. Оптимальна температура при розведенні — 27-32°С. До складу води невибагливі. Твердість та кислотність особливого значення не мають, але віддають перевагу м'якій дещо кислій воді. Рекомендована твердість — до 12°, кислотність pH 6-7.
Поцілункові гурамі живляться переважно рослинною їжею. Проте у акваріумах вони їдять практично все, охоче поїдають трубочника, дафній, циклопів, можуть їсти молюсків і креветок. Мотиль беруть неохоче. Поїдають також сушених дафній. Однак при живленні тваринною їжею риб обов'язково слід підгодовувати водоростями, краще за все нитчастими, а також ошпареним окропом і порізаним листям салату, кульбаби, капусти. Великий за розміром корм пропонувати їм не слід, адже, незважаючи на свої розміри, поцілункові гурамі мають відносно невеликого рота й можуть не впоратися з ним. Взагалі їм більше до вподоби планктонна їжа. Риби також із задоволенням обгризають нарости водоростей на рослинах і шибках акваріума.

## Розмноження
Статева зрілість настає у віці близько 2 років. Нерест парний. Попередньо плідників розсаджують на два тижні й дають багато корму, у тому числі рослинного. Для нересту використовують акваріум місткістю близько 150 л. Ґрунт — річковий пісок. Рослини — ті самі, що при утриманні, плюс обов'язково такі, що плавають на поверхні, наприклад, риччія або ряска. Для нересту вода повинна бути м'якою, твердість менше 10°. Реакція має бути нейтральною (pH близько 7).
Нерест зазвичай починається на світанку й триває кілька годин. Шлюбна церемонія починається з «поцілунків», які можуть тривати доволі довго. Після цього риби переходять до справжнього нересту. Під час спарювання самець злегка обіймає знизу партнерку й трохи перевертає її. За один акт відкладається від 20 до 200 ікринок. Загалом плідність становить 5-6 тисяч ікринок, хоча молоді самки приносять лише по 300—1000 ікринок.
Ікра в поцілункових гурамі прозора, бурштинового кольору. Вона легша за воду й гронами спливає до поверхні, затримуючись біля плаваючих рослин. Гнізда з піни не будують, за ікрою та личинками не піклуються, але й не з'їдають їх. Інкубаційний період триває 15-20 годин. На третю добу після вилуплення мальки спускаються до дна. З цього часу їх необхідно починати годувати. Стартовим кормом можуть бути інфузорії, коловертки.